# Сноррі Торфіннссон
Заголовок цієї статті — це ісландське ім'я, де Сноррі — особове ім'я, а Торфіннссон — ім'я по батькові. 
Сноррі Торфіннссон (ісл. Snorri Þorfinnsson/Snorri Karlsefnisson ймовірно, народився між 1004 і 1013 роками і помер бл. 1090) був сином мандрівника Торфінна Карлсефні і його дружини, не менш відомої мандрівниці, Гудрід Торб'ярнардоттір. Вважається першою дитиною європейського походження, яка народилася в Америці, за винятком Гренландії. Залишив чимало нащадків і зіграв важливу роль у християнізації Ісландії.

## Християнізація Ісландії
Сноррі — давньоскандинавське ім'я, утворене від слова ісл. snerra, що означає «бій». Thorfinnsson — по батькові, що означає «син Торфінна» (див. Ісландське ім'я). Снорри був названий на честь свого прадіда, Сноррі Тордарсона або, можливо, на честь Сноррі Торбрандссона, який був не родичем, а учасником експедиції Карлсефні.

## Сім'я
Дослідники припускають такі роки народження, як 1005, 1009 і 1012, але все джерела згодні з тим, що він народився між 1005 і 1013 роками. Згідно до Вінландських саг, коли Сноррі було 3 роки, його родина покинула Вінланд через ворожнечу з корінними народами (яких поселенці називали скрелингами, що означає «варвари»). Сім'я повернулася на ферму Глаумбер (сучасна вимова Глеймбайр, ісл. Glaumbær в Сейлухреппурі.
У Сноррі Торфіннссона було двоє дітей; дочка Халлфрід і син Торгейр. Халлфрід була матір'ю Торлака Рунольфссона, єпископа Скалгольта на півдні Ісландії. Один з нащадків Торбйорна, брата Сноррі, Бьорн Гільссон, також був єпископом Холара. Торгейр мав дочку Інгвільд, яка стала матір'ю Бранда Сомундарссона, єпископа Холара. Скульптор Бертель Торвальдсен стверджував, що походив від Сноррі Торфіннссона.

## Спадщина
У текстах XIII століття Сноррі Торфіннссон і Сноррі Торргрімссон вважаються двома головними фігурами, які здійснили християнізацію Ісландії. З цієї причини різні письменники 13 і 14 століть зображували їх як «зразкових християнських вождів». Відповідно до Саги про гренландців, Сноррі побудував першу церкву в селищі Глаумбер, що згодом збільшило християнський вплив в цьому районі. Його нащадки стали першими єпископами Ісландії і опублікували перший Християнський кодекс Ісландії.
- Вважається, що Сноррі Торфінссон народився в Вінланді (Америка), що зробило його першою європейською дитиною, що народилася на Американському континенті, не рахуючи Гренландії.[8][9]
- У 2002 році американські археологи виявили останки тисячолітнього довгого будинку на північному узбережжі Ісландії. Припускається, що це міг бути фермерський будинок Снорри Торфіннссона.[10] Довгий будинок був знайдений поряд з Народним музеєм селища Глеймбайр, в Музеї спадщини Скагафьорда, недалеко від прибережного села Сейдаркрокюр. Раніше вважалося, що музей був побудований на місці фермерського будинку Сноррі. За словами археологів, це був «класичний германський укріплений довгий будинок, подібний Великій залі Беовульфа».[11][12]
- Існує некомерційна організація під назвою «Програма Сноррі», яка займається історією ісландських поселенців у Північній Америці і регулярно проводить програми обміну для молоді та дорослих.[13]